# Castell d'Àger
Les restes del castell d'Àger, juntament amb la canònica de Sant Pere, es troben dalt del turó que domina la vila. Els barris de Sant Pere, Sant Martí, Solsdevila i el carrer del Pedró, distribuïts esglaonadament sota el castell, eren dins el recinte murallat. Fora muralles se situaven els ravals de Sant Martí i del Pedró.

## Història

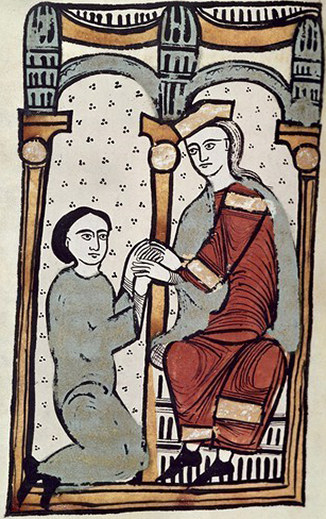
Arnau encomanant-se a Ermengol II d'Urgell abans de prendre el castell d'Àger (Liber feudorum maior)

La vall i el castell d'Àger foren conquerits per Arnau Mir de Tost a la primera meitat del segle xi. La documentació fa referència a la fortalesa i el seu terme castral. El castell és documentat des de l'any 1034, en poder d'Arnau Mir de Tost. El 1046 fou conquerit de nou pels musulmans i el 1048 reconquerit definitivament per Arnau Mir. En una donació de certs alous per part d'Arnau Mir a Ollemar i Xeno l'any 1038 es precisa que són «in kastrum de Ager» i es donen les afrontacions de terme del castell: «de parte orientis in Nogera, de meridie in sera de Nor, de occiduo in Nogerola, a parte vero circii in sera de Ares», afrontacions que representen l'àmbit de la vall i es repeteixen l'any 1042 per l'enfranquiment d'alous concedits a Exabel i Garoca i en altres documents de 1060 i 1068.

Frontera superior del califat de Còrdoba

No hi ha cap evidència física o documental d'un origen romà del castell però hi ha la possibilitat de considerar un origen islàmic. A la crònica d'«al-'Udhrï» s'esmenta la fortificació de diverses fortaleses entre les quals «Ayira». El castell d'Àger s'hauria fortificat des dels primers moments de l'organització de la Frontera Superior en època califal. Degut a la privilegiada situació i la magnífica construcció, Arnau Mir de Tost convertí la fortalesa en el seu centre polític i residencial preferent i veié reconeguts per part del comte drets jurisdiccionals i una autonomia gairebé absoluta en aquesta zona de frontera.
L'any 1061 s'esmenta la «camera» o sala noble, element essencial d'un castell residencial de l'època. L'any 1068, Arnau Mir de Tost i la seva muller Arsenda cediren el castell a l'abadia de Sant Pere d'Àger que n'esdevingué propietària i el seu abat senyor alodial. El castell, però, romandrà en mans dels Cabrera, vescomtes d'Àger i més endavant comtes d'Urgell, descendents d'Arnau Mir de Tost, com a feudataris de Sant Pere d'Àger, circumstància que comportà nombrosos conflictes al llarg dels segles.
Durant la guerra dels Segadors (1640-1652), Àger lluitava contra el rei d'Espanya, Felip IV. El 1644, el castell va ser conquerit per les tropes del rei després d'una vigorosa defensa i quan portaven tant de temps sota setge que ja no els quedaven aliments. L'any següent es van rebel·lar però l'octubre de 1646, la vila d'Àger tornava a ser sota domini espanyol, després d'haver-se conquerit el castell d'Àger. Es va alliberar novament però el 1652 va tornar a ser reduït per la força, ja de forma definitiva.

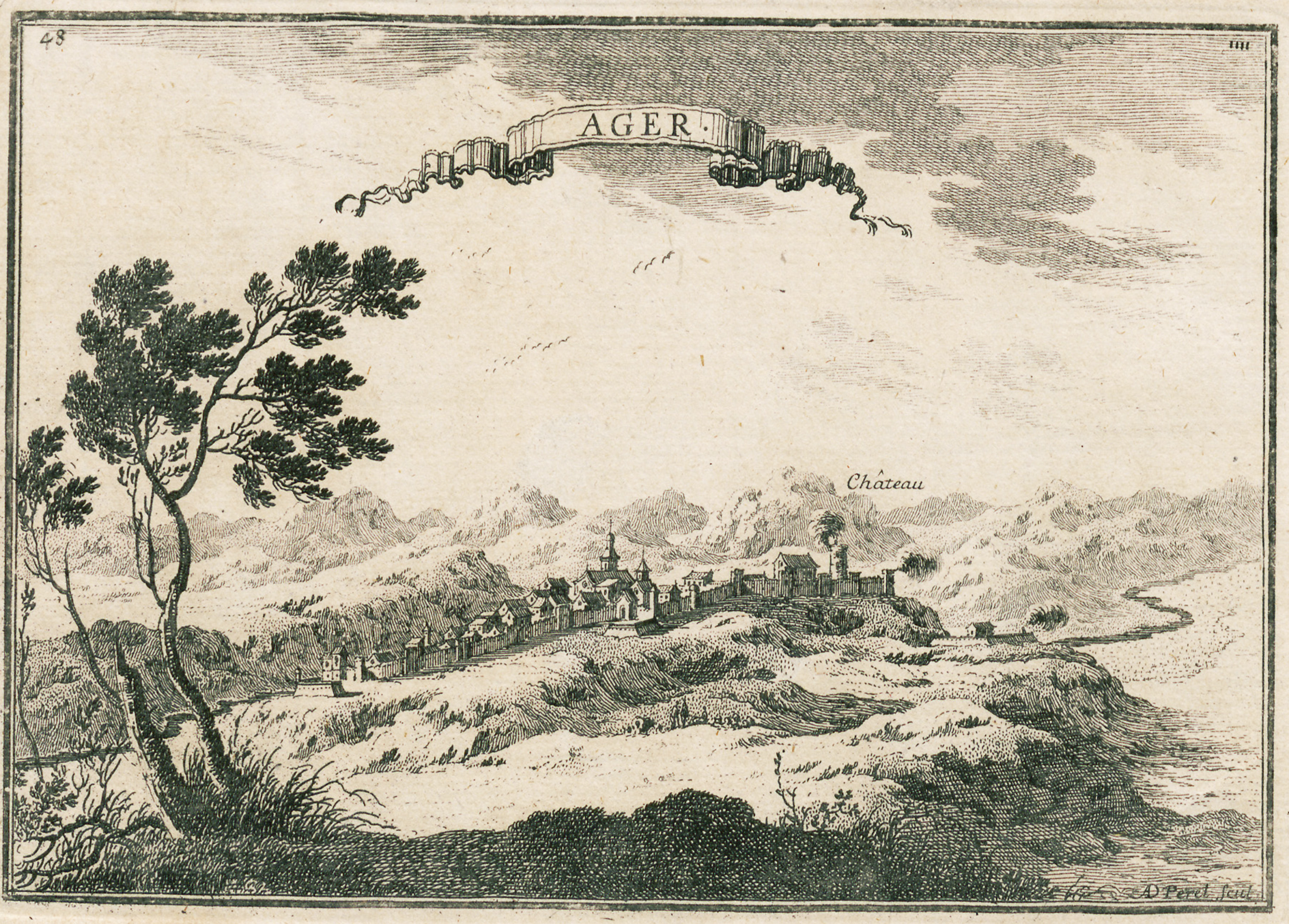
Gravat de Sébastien de Pontault de Beaulieu (1647). Institut d'Estudis Ilerdencs. Servei d'Arxiu i Llegats. (S'hi veu sencera la gran torre de guaita)

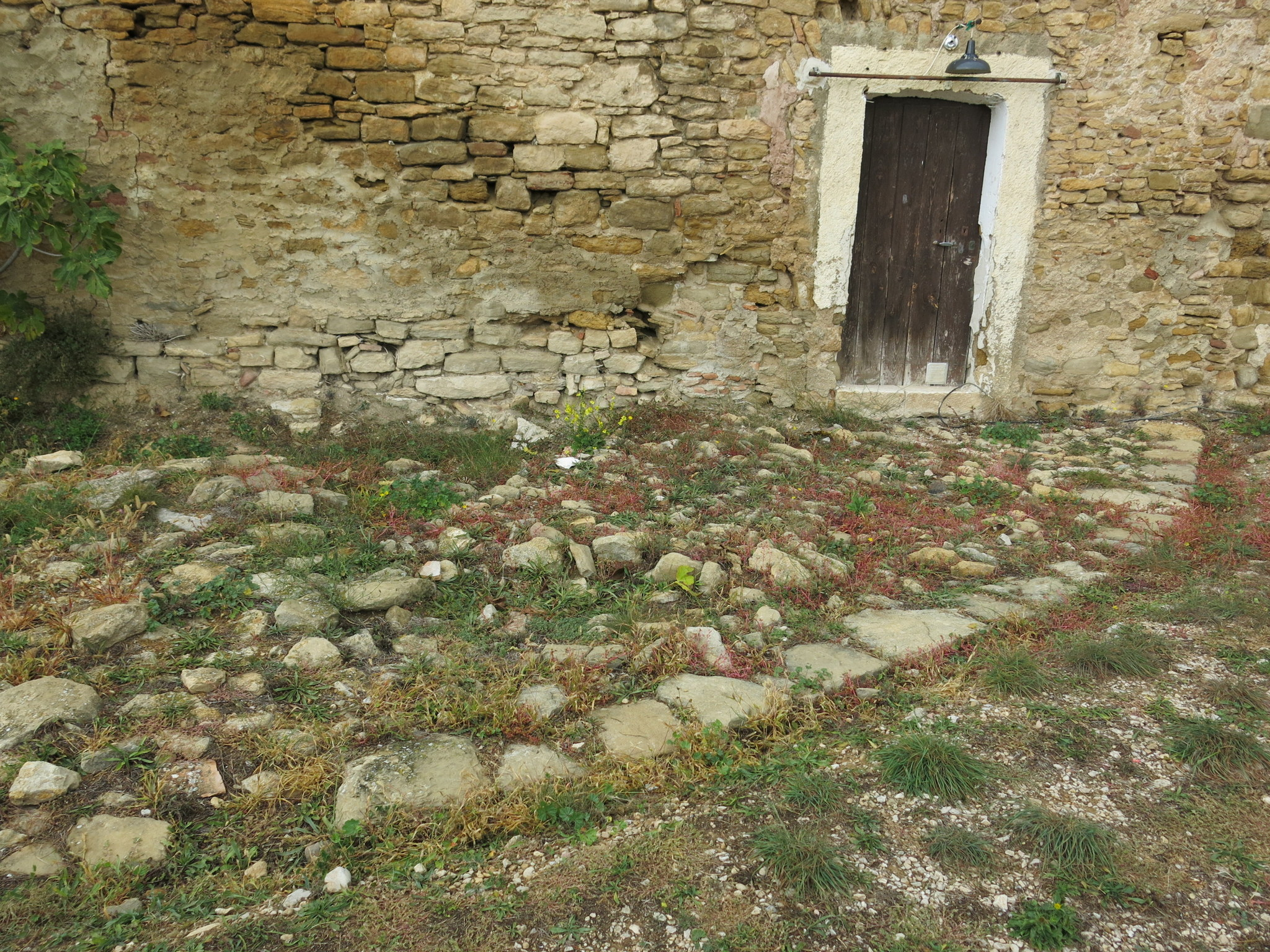
Part de la base de la gran torre medieval del castell d'Àger (2015)

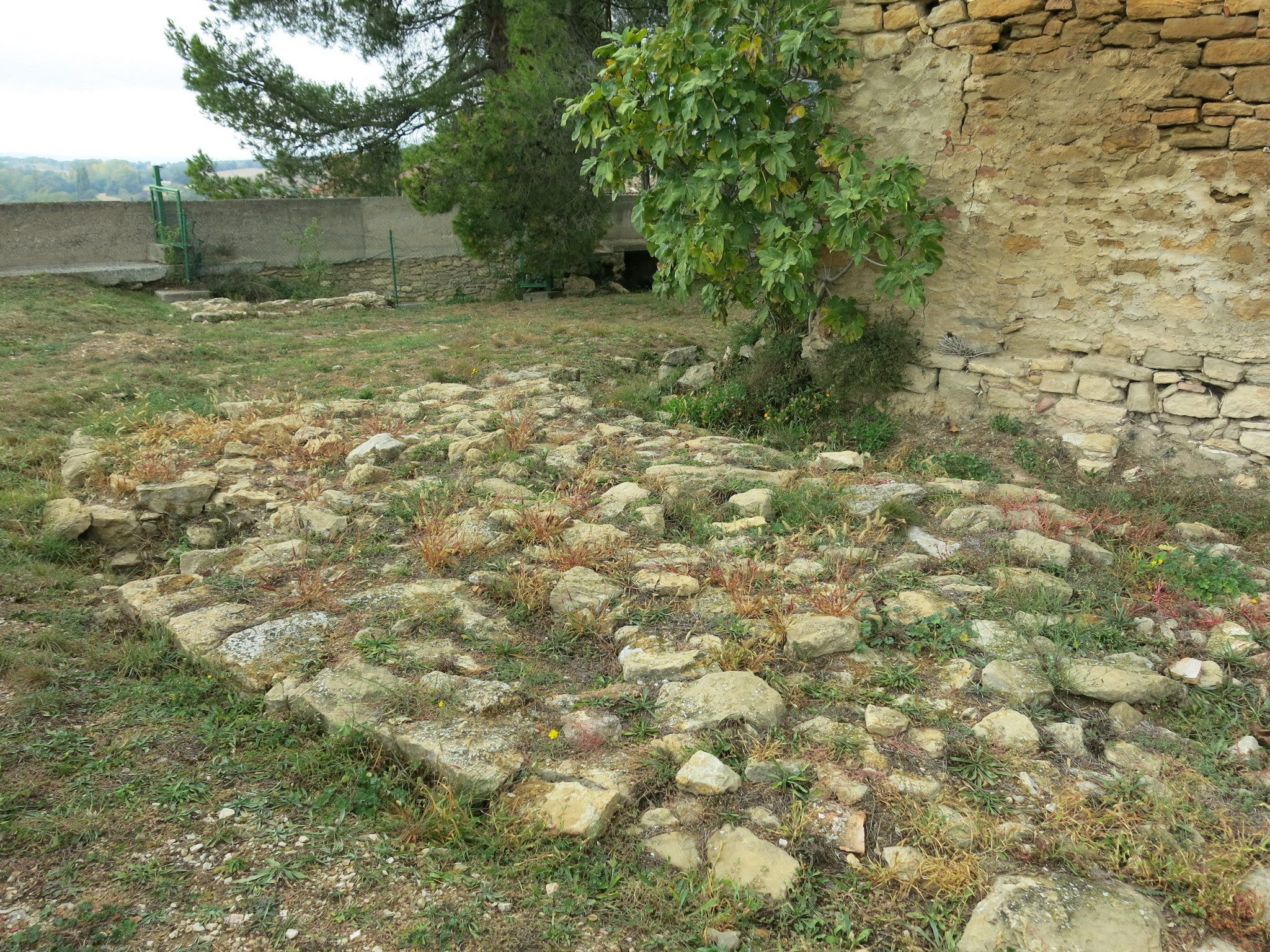
Part de la base de la gran torre medieval del castell d'Àger (2015)

## Arquitectura
Les restes conservades són escasses si es té present la importància que devia tenir aquesta construcció, situada dins el recinte sobirà de les muralles d'Àger, al costat de la canònica. L'element essencial del castell devia ser una gran sala o castell palau residencial dels vescomtes. Del castell resta una part de la planta baixa d'un gran edifici rectangular distribuït en dues naus paral·leles situades a un nivell inferior al terra de l'església. A sobre d'aquestes naus, probablement hi hauria la sala major del castell-palau, tal com trobem en altres exemples de l'època, com el castell de Llordà fet potser una mica abans per ordre del mateix Arnau Mir de Tost. A la banda est de les naus hi trobem la muralla. Les naus tenen una amplada d'uns 3 m i una llargada de més de 16 m. L'alçada arriba a superar els 5 m. Devien ser cobertes amb volta de canó seguit.
L'aparell és fet de carreus allargats, rectangulars de mida mitjana (15 cm X 30 cm). La datació es pot establir a mitjan segle xi.
Per entendre aquesta construcció cal situar-la en relació amb les muralles del recinte sobirà que protegien tot el cim del turó i amb les construccions religioses construïdes a l'interior. Els campanars i els absis podien tenir un important paper defensiu. Aquestes construccions, relacionades amb la canònica s'ampliaren en detriment de l'espai ocupat pel castell. Així, tocant al claustres hi ha vestigis de possibles construccions relacionades amb la fortalesa, potser fins i tot anteriors a les restes del castell palau.
Recentment s'ha descobert la base de la torre de guaita feta erigir per Arnau Mir de Tost com a element essencial per a la defensa de la Vall d'Àger, ja que es coordinava amb altres torres com Claramunt, Fontdepou, Torre de Sanuy, Torre del Negre, etc. D'uns 18 m de diàmetre, i un gruix de mur de 2 m, es calcula que tindria més de 20 m d'alçada i se la considera una de les torres militars més grans de Catalunya. Tant el palau vescomtal com la gran torre de guaita es daten el segle xi, quan s'inicià la construcció del conjunt, sobre les restes d'una muralla precedent que envolta tot el recinte sobirà, de possible origen musulmà (segle ix).